# Кацелово
Кацѐлово е село в Северна България, община Две могили, област Русе.

## География
Село Кацелово се намира в източната част на Дунавската равнина. Отстои на около 36 km на юг-югоизток от областния град Русе, 28 km на изток-североизток от град Бяла, 25 km на северозапад от град Попово и 17 km на изток-югоизток от общинския център град Две могили. В съседство се намират селата Горско Абланово, Каран Върбовка, Острица, Сваленик, Червен, Гърчиново, Церовец и други. Кацелово е разположено на север от река Черни Лом, а в най-югозападната част на селото – прилежащо към рибарниците по десния бряг на реката. Релефът е хълмист, плитка долина отделя югозападната част на селото от по-високата североизточна. Надморската височина на моста на Черни Лом е около 120 m, при църквата – около 180 m, при сградата на кметството – около 220 m, а в северния край на селото достига около 260 m.
Климатът е умереноконтинентален, почвите са предимно алувиални.
През селото минава третокласният Републикански път III-202 – в границите му негова главна улица, който на север води до връзка с първокласния Републикански път I-2 (част от Европейски път Е-70) и по него – до Русе, а на юг – до град Попово.
Населението на село Кацелово, наброявало 2592 души към 1934 г. и 2753 – към 1946 г., намалява постепенно до 587 към 2018 г.
При преброяването на населението към 1 февруари 2011 г., от обща численост 752 лица, за 502 лица е посочена принадлежност към „българска“ етническа група, за 185 – към „турска“, за 51 – към ромска, а за останалите не е даден отговор.

## История
В долината на река Черни Лом югозападно от Кацелово има селищна могила от късния халколит, средновековно селище и некропол (IX – X век). В местностите „Старо селище", „Малко селище" и „Калиакра" има останки от зидове и други сгради, в местността „Чуката" – следи от стари рудници.
Сведения за Кацелово под имената Каджилува и Кадселува има в турски регистри от 1430 и 1694 г. По време на Кримската война (1853 – 1856 г.) голяма част от населението, за да се спаси от издевателства, се изселва в Румъния и близо до Букурещ основава село Кацен.
През Руско-турската война в района на Кацелово руските войски от Източния (Русчушки) о̀тред водят тежки отбранителни боеве срещу турските войски от четириъгълника Русе – Силистра – Варна – Шумен. През втората половина на август 1877 г. турците, за да съдействат на настъплението на армията на Сюлейман паша на север към старопланинските проходи, настъпват срещу Източния отред. Най-силен е турският натиск към селата Кацелово и Горско Абланово, които преграждат направлението Разград – Бяла. Руското командване възлага отбраната на добре подготвената Кацеловска позиция на 132 пехотен полк от 33 пехотна дивизия (4 батальона, 16 оръдия, 3 ескадрона и 3 сотни). Срещу тези сили турците насочват 27000 души с 50 оръдия (в резерв имат още 12500 бойци с 31 оръдия). На 24 август сутринта турските войски настъпват, а руската отбрана ги посреща с плътен артилерийски и пушечен огън, на няколко пъти се стига до ръкопашен бой. Численото превъзходство на противника е голямо и 132 пехотен полк е принуден да се оттегли следобед на западния бряг на река Кара Лом (Черни Лом), към село Острица.
От 1855 г. в Кацелово има килийно училище, през 1866 г. става светско, през 1868 г. е построена училищна сграда. През 1902 г. е основано читалище „Прощавай, мрак“, преименувано през 1948 г. на Никола Йонков Вапцаров. През 1866 г. е построена църквата „Света Богородица“ (към 1986 г. запазена).
Кацелово е известно като център на хърцоите в Русенско.
Документи на/за Народно основно училище (НОУ) „Христо Ботев“ – село Кацелово, Русенско от периода 1924 – 2008 г. се съхраняват в Държавния архив – Русе. Учениците от Кацелово към 2019 г. се обучават в средищното средно училище „Св. св. Кирил и Методий“ в град Две могили.
През 1948 г. е учредено Трудово кооперативно земеделско стопанство „Клемент Готвалд“ – с. Кацелово, Русенско, документите на/за което – включително с промените в следващите години на формата на организация и наименованието, за периода 1948 – 1995 г. се съхраняват в Държавния архив – Русе.

## Обществени институции
Село Кацелово към 2019 г. е център на кметство Кацелово.
В село Кацелово към 2019 г. има:
- действащо читалище „Никола Йонков Вапцаров – 1902“;[13][14]
- действаща само на големи религиозни празници православна църква „Успение Богородично“;[15]
- филиал на детската градина „Св. Св. Кирил и Методий“ – град Две могили;
- пощенска станция.[16]

## Културни и природни забележителности
На 2 km западно от селото, сред паркова местност, е издигнат паметник – братска могила на руските воини, загинали през руско-турската война 1877 – 1878 г. в района на Кацелово и село Горско Абланово.

## Редовни събития
Всяка година в последната неделя от месец август се провежда съборът на село Кацелово. Всяка година на 2-рата събота от август се празнува и събора на хърцоите.

## Личности
Кацелово е родно място на Тончо Витанов Стисков, участник в Първата българска легия, опълченец.